# Vieburger Gehölz

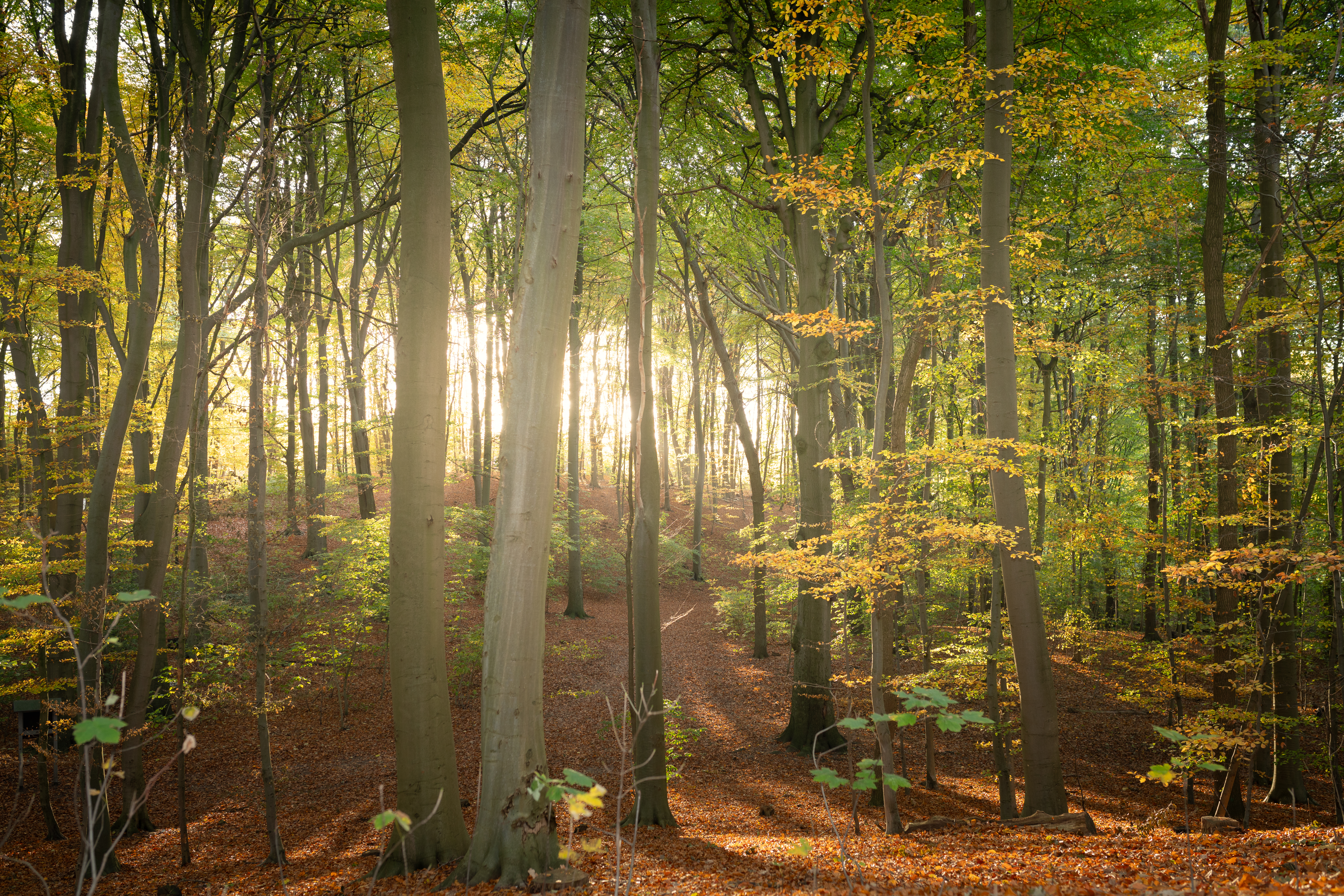
Vieburger Gehölz, Kiel

Das Vieburger Gehölz ist ein knapp 70 Hektar großer Wald im Kieler Stadtteil Gaarden-Süd und Kronsburg, der auf der Endmoräne Hornheimer Riegel liegt.
Der nördlichste Teil des Waldes ist eine Hundefreilauffläche, an dessen Rande der Fernsehturm Kiel steht.

## Geschichte
Vieburg kommt aus dem Mittelniederdeutschen und bedeutet so viel wie „Moorburg“ und bezieht sich auf das angrenzende Meimersdorfer Moor. Im Gehölz befindet sich seit 1614 nachweisbar die frühere „Hofanlage“ Vieburg, heute ein Naturdenkmal. Geschützt ist neben einer Lindenallee eine Friedenseiche und eine dreistämmige Platane.
Die Demonstrationen zum Kieler Matrosenaufstand begannen unter anderem am 3. November 1918 auf dem Exerzierplatz des Vieburger Gehölzes.
Im Wald finden sich auch Überreste eines Bunkers.

## Bilder

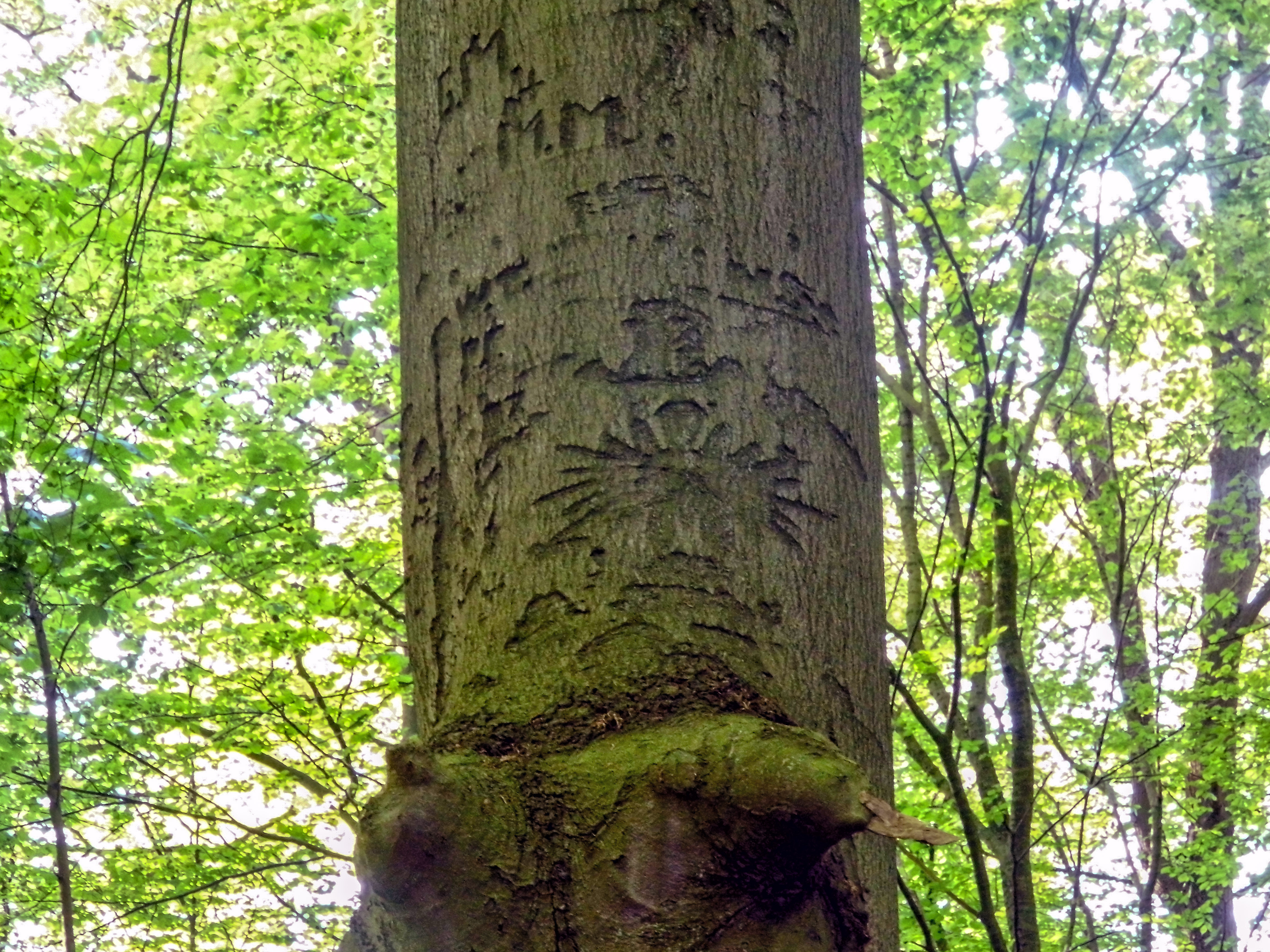
Reichsadler, von dem vermutet wird, dass er während des Matrosenaufstands eingeritzt wurde.
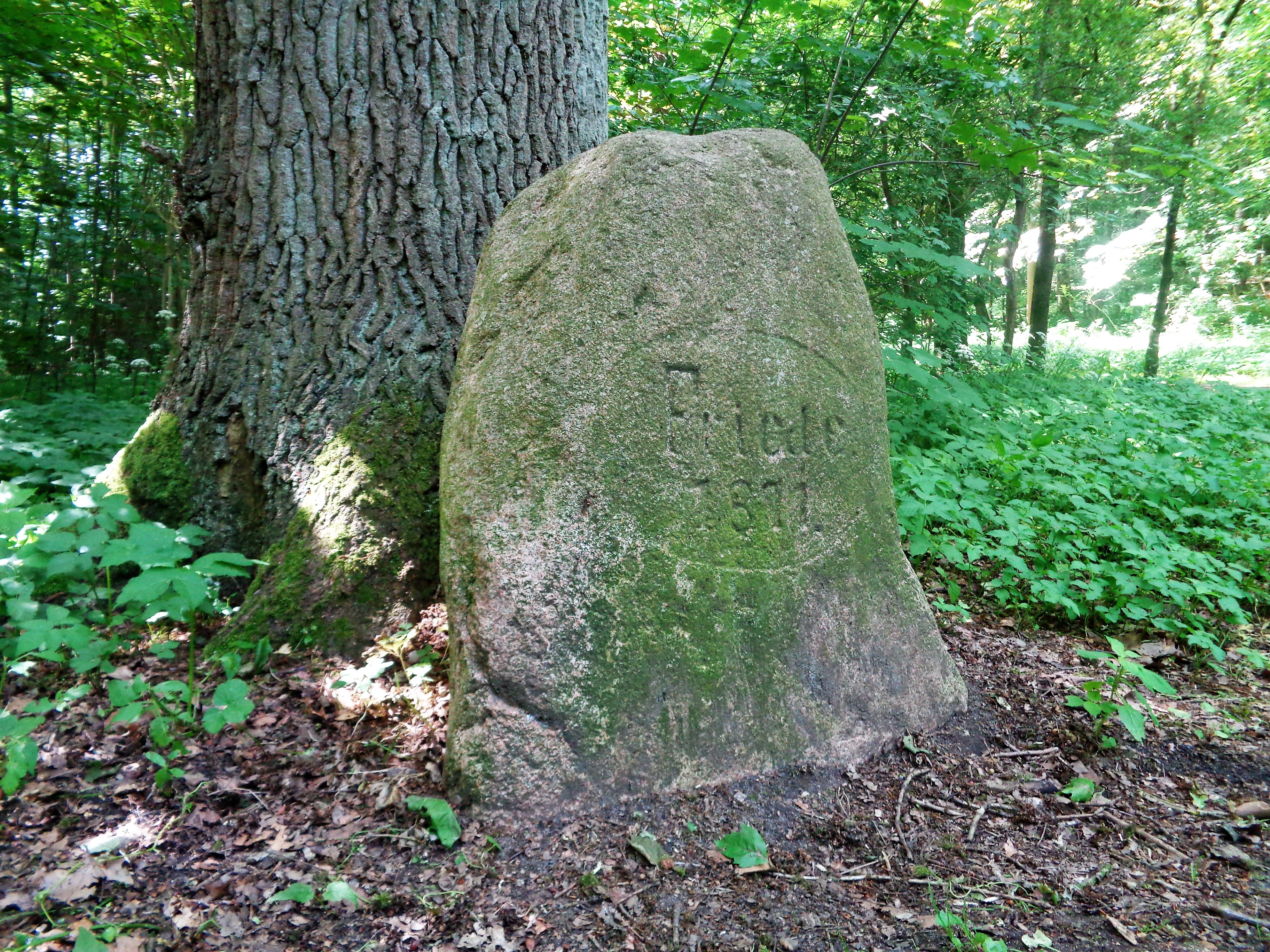
Gedenkstein an der Friedenseiche
Karte mit in stärkerem Grün gekennzeichneter Hundefreilauffläche
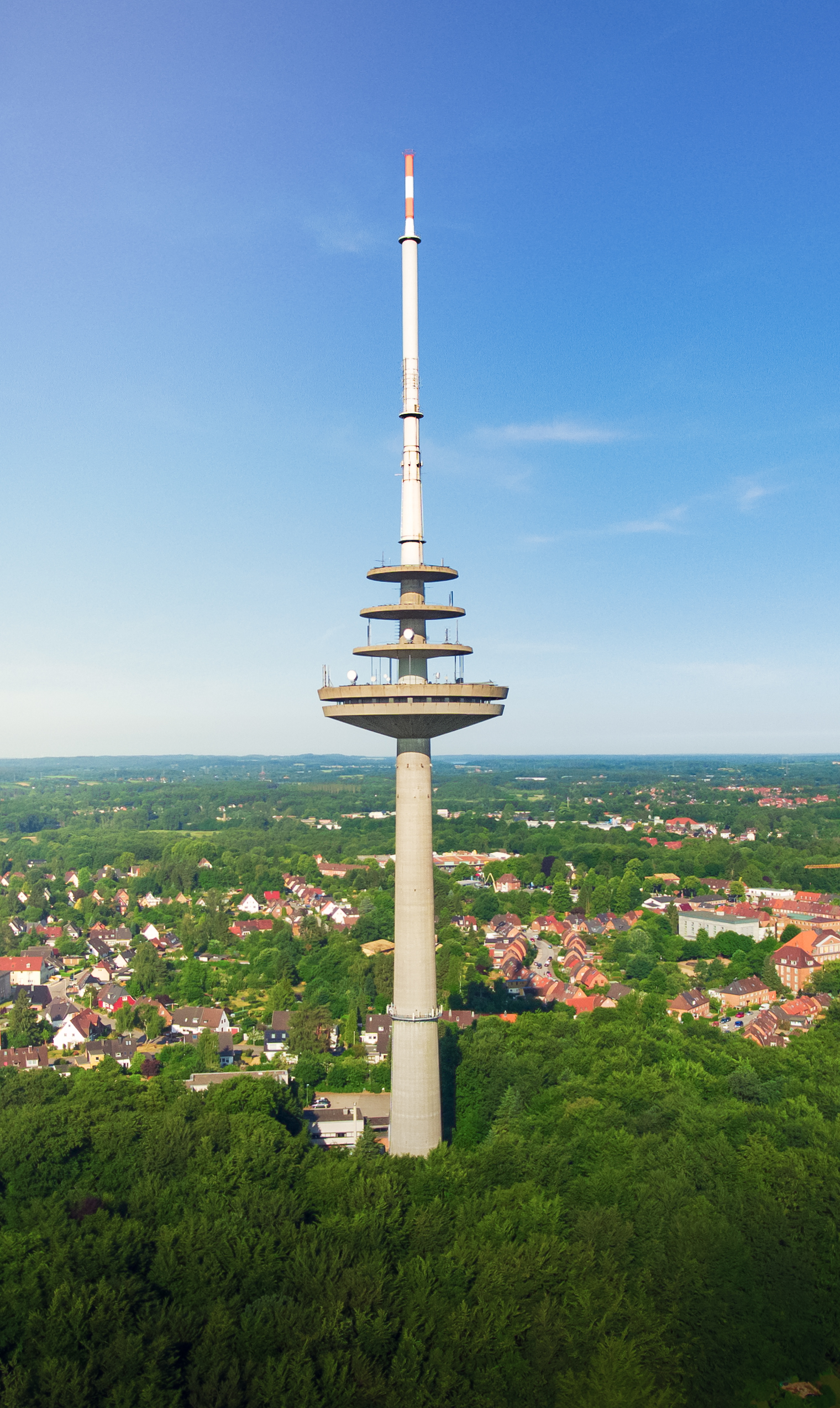
Fernsehturm
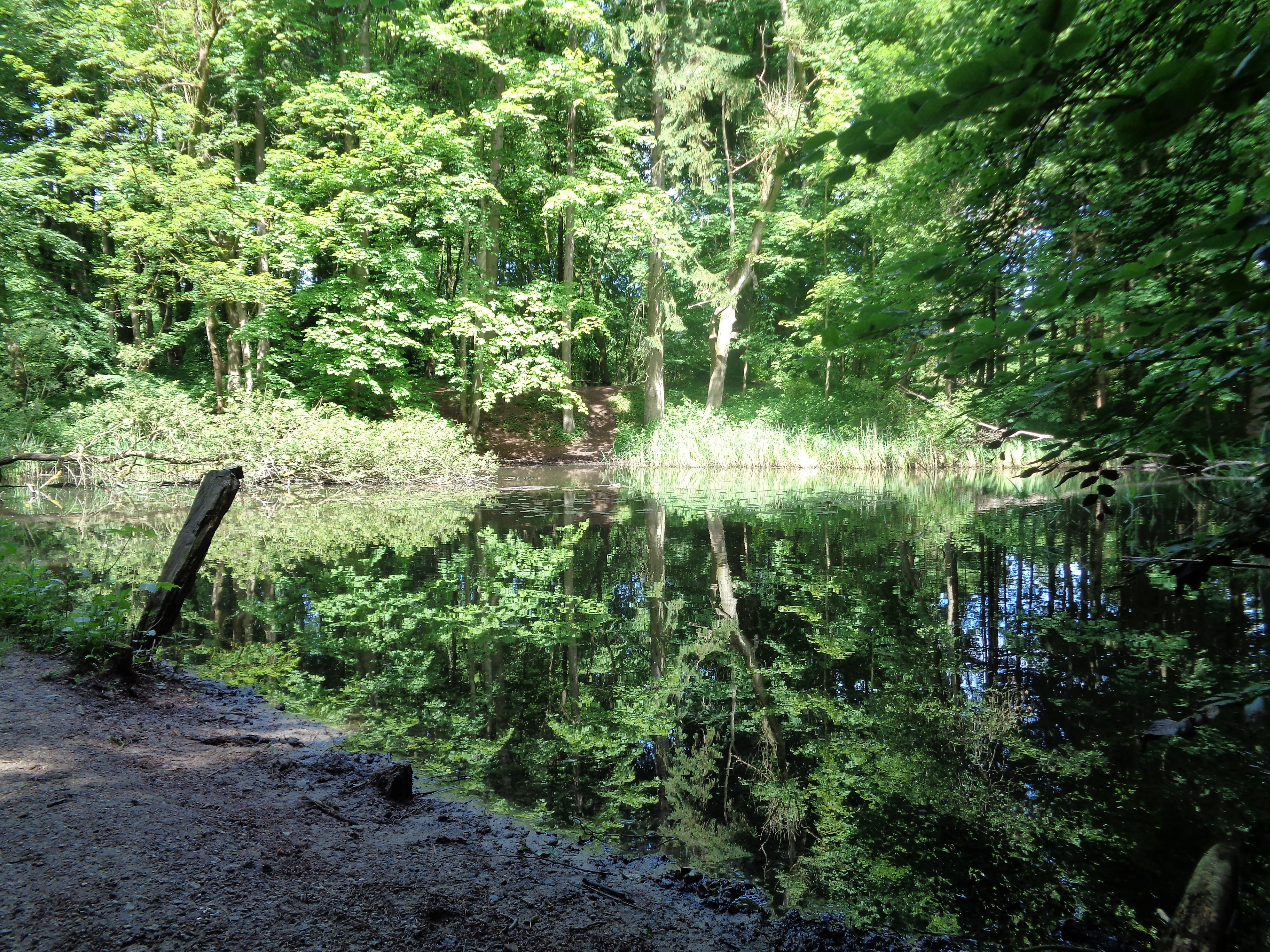
Teich im Vieburger Gehoelz